# 一畑電気鉄道広瀬線
広瀬線（ひろせせん）は、かつて安来市の荒島駅と島根県能義郡広瀬町（現・安来市）にあった出雲広瀬駅との間を飯梨川沿いに結んでいた一畑電気鉄道の鉄道路線である。

## 路線データ
- 延長：8.3km
- 軌間：1067mm
- 駅数：7駅（起終点駅を含む）
- 複線区間：なし（全線単線）
- 電化区間：全線（直流600V）
  - 荒島変電所、回転変流器（交流側445V直流側600V）直流側の出力150KW、常用1、予備1、製造所三菱電機[1]

## 歴史
月山富田城の城下町として栄えた広瀬は、江戸時代初頭に松江に繁栄を奪われ、国鉄山陰本線も町内を通過することはなかった。昔の繁栄を取り戻したいと考えた広瀬地区の住民が、山陰本線と広瀬を結ぶ鉄道を計画し、大正時代末期に広瀬鉄道（ひろせてつどう）を設立した。通例ならば能義郡の中心地安来駅を目的地とするが、資金面の問題から飯梨川を渡る鉄橋建設が困難だったことや建設距離が短くて済んだこと、そして島根県の県庁所在地・松江との往来を念頭に置いたことから接続駅を安来駅の一つ松江寄りになる荒島駅に設定した。
地形的に困難なところはなかったため建設は短期間で済み、昭和時代初頭に開業して島根県では一畑電気鉄道北松江線に次いで2番目に電車の走った路線になるのだが、当初は旅客・貨物が多く活況を呈していたこの路線も時代の波に翻弄されることになった。

島根鉄道

第二次世界大戦中には国策により鳥取県米子市から南方に路線網を有し、（当時既に不要不急路線として休止状態〔後に再開されないまま廃止〕にあったが）島根県能義郡伯太町（現：安来市）にも乗り入れていた伯陽電鉄（現、日ノ丸自動車）と合併して山陰中央鉄道（さんいんちゅうおうてつどう）の広瀬線になり、戦後は独立して島根鉄道（しまねてつどう）と名乗ったものの、間もなく経営難から一畑電気鉄道に吸収され、同鉄道の広瀬線になった。しかし、モータリゼーションの進展や沿線の過疎化で乗客や貨物は減少し、それ故に老朽化した施設を更新することもままならない状態であった。
一畑電気鉄道の一路線になって間もなくの一畑電気鉄道の株主総会で施設の老朽化が著しく、経営状況も芳しくないため廃止してバスに転換するという決議がなされた。そのことを知った広瀬地区の住民は「道路事情が悪い」「バスでは定時運行できるかどうか疑問」「バスの運賃のほうが高いので経済的な損失も大きい」などと主張して何年にも渡って強硬な廃止反対運動を展開し、島根県にも調停を要請した。しかし、広島陸運局（現：中国運輸局）が保安監査を行ったところ鉄道としての存続は困難という結論が出たことで地域住民側も折れ、32年の歴史に終止符を打った。
なお、広瀬から南下して国鉄木次線出雲横田駅に出る構想もあったが、同じく吸収合併で一畑電気鉄道の一路線になった立久恵線（旧、大社宮島鉄道→出雲鉄道）とは異なって具体的な動きはないまま消滅している。

### 年表
- 1924年（大正13年）9月25日 - 鉄道免許状下付（能義郡荒島村-同郡広瀬町間 動力蒸気）[5]。
- 1925年（大正14年）11月2日 - 広瀬鉄道株式会社設立[6][7]。
- 1928年（昭和3年）7月24日 - 荒島 - 出雲広瀬間開業[8]。当初から電化。
- 1929年（昭和4年）
  - 4月18日 - 西中津駅開業。
  - 6月8日 - 植田駅を鷺ノ湯駅に改称届出。
  - 6月21日 - 植田駅、温泉前駅開業。
- 1930-1934年 - 鷺ノ湯駅を鷺の湯駅に表記変更。
- 1933年（昭和8年）12月15日 - 仲仙寺駅、小原駅開業。
- 1944年（昭和19年）10月31日 - 伯陽電鉄との合併に伴い、山陰中央鉄道の広瀬線となる。
- 1946年（昭和21年） - 1952年（昭和27年） - 西赤江駅、小原駅、鷺の湯駅、温泉前駅廃止。
- 1948年（昭和23年）4月1日 - 山陰中央鉄道から独立、島根鉄道の路線となる。
- 1954年（昭和29年）12月1日 - 一畑電気鉄道に吸収合併され、路線名称を広瀬線に再改称。
- 1955年（昭和30年）1月1日 - 温泉前駅を0.2 km荒島寄りに移転し、鷺湯温泉前駅に改称。
- 1957年（昭和32年）4月 - 一畑電気鉄道の株主総会で路線の廃止が決議。このことを契機に沿線住民による反対運動が起きる。
- 1959年（昭和34年）10月 - 広島陸運局（現：中国運輸局）の保安監査で存続は困難という結果が示される。
- 1960年（昭和35年）
  - 4月28日 - 島根県が示した調停案（鉄道は廃止するが跡地は地元に寄付すること、並行して通る島根県道180号広瀬荒島線の整備を推進すること）に会社側・住民側双方が調印。
  - 6月20日 - 廃止。

## 運行形態
1956年5月1日訂補
- 列車本数：日12往復
- 所要時間：全線25分

## 駅一覧
- 全駅島根県に所在。
- 接続路線、市町村名は廃止時点のもの。
- 全線単線、交換可能駅は飯梨駅のみ。

| 駅名         | 営業キロ | 営業キロ | 接続路線               | 所在地        |
| 駅名         | 駅間     | 累計     | 接続路線               | 所在地        |
| ------------ | -------- | -------- | ---------------------- | ------------- |
| 荒島駅       | -        | 0.0      | 日本国有鉄道：山陰本線 | 安来市        |
| 仲仙寺駅     | 1.5      | 1.5      |                        | 安来市        |
| 西中津駅     | 1.3      | 2.7      |                        | 安来市        |
| 田頼駅       | 0.7      | 3.4      |                        | 安来市        |
| 飯梨駅       | 1.5      | 4.9      |                        | 安来市        |
| 植田駅       | 0.8      | 5.7      |                        | 安来市        |
| 鷺湯温泉前駅 | 0.9      | 6.6      |                        | 安来市        |
| 出雲広瀬駅   | 1.7      | 8.3      |                        | 能義郡 広瀬町 |

### 廃駅
いずれも路線廃止前の1946年から1952年の間に廃止。詳細な廃止年月日は不明。
- 西赤江駅：仲仙寺 - 西中津間（荒島駅起点2.2 km）
- 小原駅：田頼 - 飯梨間（荒島駅起点4.0 km）
- 鷺の湯駅：植田 - 温泉前（後の鷺湯温泉前）間（荒島駅起点6.3 km）

## 輸送・収支実績
| 年度 | 乗客（人） | 貨物量（トン） | 営業収入（円） | 営業費（円） | 益金（円） | その他損金（円）                | 支払利子（円） | 政府補助金（円） |
| ---- | ---------- | -------------- | -------------- | ------------ | ---------- | ------------------------------- | -------------- | ---------------- |
| 1928 | 95,144     | 2,593          | 18,338         | 21,247       | ▲ 2,909    | 雑損421                         | 11,358         |                  |
| 1929 | 178,475    | 5,795          | 35,203         | 33,435       | 1,768      | 雑損232                         | 17,977         | 22,823           |
| 1930 | 145,632    | 4,569          | 28,808         | 30,019       | ▲ 1,211    | 雑損1,052                       | 16,092         | 23,659           |
| 1931 | 129,381    | 5,421          | 26,698         | 22,868       | 3,830      | 雑損6,229                       | 14,340         | 19,764           |
| 1932 | 114,827    | 4,452          | 23,543         | 22,488       | 1,055      | 雑損及差損金5,428               | 12,156         | 23,650           |
| 1933 | 126,162    | 5,012          | 24,158         | 16,970       | 7,188      | 雑損784自動車6,239              | 10,464         | 11,873           |
| 1934 | 122,389    | 4,650          | 25,327         | 19,327       | 6,000      | 雑損589自動車12,739             | 8,354          | 23,699           |
| 1935 | 122,658    | 4,694          | 25,427         | 21,931       | 3,496      | 雑損償却金13,710 自動車5,565    | 6,912          | 23,702           |
| 1936 | 125,419    | 5,238          | 26,712         | 22,968       | 3,744      | 償却金19,828 自動車3,164        | 5,573          | 23,709           |
| 1937 | 136,023    | 6,331          | 28,681         | 19,964       | 8,717      | 雑損347償却金20,707 自動車4,311 | 4,016          | 20,778           |
| 1939 | 212,281    | 10,278         |                |              |            |                                 |                |                  |
| 1941 | 377,262    | 15,634         |                |              |            |                                 |                |                  |
| 1943 | 590,842    | 17,187         |                |              |            |                                 |                |                  |
| 1952 | 414,690    | 12,581         |                |              |            |                                 |                |                  |
| 1955 | 411千      | 17,646         |                |              |            |                                 |                |                  |
| 1958 | 575千      | 13,082         |                |              |            |                                 |                |                  |
| 1960 | 8千        | 2,572          |                |              |            |                                 |                |                  |

- 鉄道統計資料、鉄道統計、国有鉄道陸運統計、地方鉄道統計年報、私鉄統計年報各年度版

## 車両
開業時に用意された車両はデハ1・2、サハ3・4。貨車（有蓋2両無蓋3両）は8月に竣功届けを提出している

### 電車
すべて両運転台の制御電動車で、トロリーポール集電、屋根はダブルルーフの木造車である。
デハ1形（デハ1・デハ2）
開業時に蒲田車輛で新造導入された車両で、台車はブリル製四輪単台車21Eを装備している。前照灯は前面中央の屋根側に装備。広瀬線廃線時に廃車となった。
デハ5形（デハ5）
開業翌年の1929年に予備車確保のため名岐鉄道（現・名古屋鉄道）より譲受した、名古屋電気鉄道当時に新製されたデシ500形502である。前照灯は前面中央下部に装備した、いわゆる「おへそライト」である。9月30日竣工した。デハ6入線に伴い1948年に客車代用となったが、1955年8月に廃車された。
デハ6形（デハ6）
山陰中央鉄道時代の1947年に名古屋鉄道より譲受した、元尾西鉄道デボ102のモ100形102で、広瀬線の車両で唯一のボギー車である。法勝寺線（後の日ノ丸自動車法勝寺電鉄線）に導入されたモ103（法勝寺線デハ6→デハ205）と1両ずつ配置され、廃線時まで使用された。前照灯は前面中央の屋根側に装備。

### 客車
客車は電車が牽引していたので、運用実態としては後付付随車であった。
サハ3形（サハ3・サハ4）
開業時にデハ1形と同時に製造された車両で、車体はデハ1形と同形だが、台車が台枠に車軸が直接軸受の付いたガージ式と呼ばれる構造の二軸車である点が異なる。廃線後はサハ3が日ノ丸自動車へ譲渡されて法勝寺電鉄線のフ55、サハ4が北丹鉄道へ譲渡されハ12となった。

### 貨車
ワ1形（ワ1・ワ2）
開業時に蒲田車輛で新造導入された木造の10t積み有蓋車。ワ1は広瀬線廃線時に廃車となったが、ワ2は本線（現、北松江線）へ転属し1963年に廃車された。
ト1形（ト1 - ト3）
開業時に蒲田車輛で新造導入された木造無蓋車。3両とも広瀬線廃線時に廃車となった。
ワフ1形（ワフ1）
1929年に増備した4t積み木造有蓋緩急車で、元は1883年イギリス・メトロポリタン製で鉄道省からの払い下げ車である佐久鉄道ワフ3。1937年3月31日付けで廃車（腐朽の為）となった。
ワフ2形（ワフ2）
1930年に増備した8t積み木造有蓋緩急車で、元は1891年イギリス・オールドヘリー製の筑波鉄道ワフ2。広瀬線廃線時に廃車となった。